# 호리타역 (나고야 시영 지하철)
호리타역(굴전역, 일본어: 堀田駅, ほりたえき)은 일본 아이치현 나고야시 미즈호구에 위치한 철도역이다.

## 타는 곳
섬식 승강장 1면 2선 지하역.
| 1 | ■ 메이조 선 | 아라타마바시·야고토·모토야마 방면 |
| 2 | ■ 메이조 선 | 가나야마·사카에 방면              |

## 역세권 정보
- 호리타 역 - 나고야 철도 나고야 본선
- 나고야 호리타 우체국
- 나고야 고속 3호 오오타카 선
- 국도 제1호선
- 아이치 미즈호 대학

## 역사
- 1974년 3월 30일: 4호선 역의 영업 개시.
- 2004년 10월 6일: 4호선 메이조 선으로 개명과 함께 역번호가 425에서 지금 것으로 변경

## 인접역
| 나고야 지하철 ■ 메이조 선 | 나고야 지하철 ■ 메이조 선 | 나고야 지하철 ■ 메이조 선       |
| ------------------------- | ------------------------- | ------------------------------- |
| M 24 묘온도리 외선 순환   |                           | M 26 아쓰타진구텐마초 내선 순환 |